# Yanagizaki Shohei
Shohei Yanagizaki (sinh ngày 11 tháng 6 năm 1984) là một cầu thủ bóng đá người Nhật Bản.

## Sự nghiệp câu lạc bộ
Shohei Yanagizaki đã từng chơi cho FC Machida Zelvia và Kagoshima United FC.